# ユカタヤマシログモ
ユカタヤマシログモ（浴衣山城蜘蛛）は、ヤマシログモ科 (Scytodidae) に属するクモの1種である。人家に住むクモの一種で、口から糸を吐き出す能力がある。

## 特徴
体長は雌雄共に4-7mmほど。性的二形はあまりはっきりしない。体に比べて足が細く、それがあまり長くないのが妙にアンバランスである。頭胸部は卵形、前がやや細くなるが、頭部と胸部の間でくびれず、背中の部分が丸く盛り上がる。ちょうど鶏卵を縦に2つに割って伏せたような形である。眼は6個で、左右に縦に2個、中央に左右に2個が接近して並ぶ。眼の位置は、この中央の1対が側眼よりかなり前にある。腹部は楕円形、ほぼ頭胸部と同じくらいの大きさ。薄い褐色で、濃い褐色のまだら模様がある。足は細く、褐色の輪の模様が多数ある。
分布は広く、日本では北海道から九州まで、それにユーラシアと北アメリカに分布する。人家に生息していることが多く、たいていは床下や物陰などにいるため、姿を見かけることは少ない。
なお、和名は体の模様が浴衣の柄に似ていることに由来する。

## 習性
一般に足の細いクモは糸からぶら下がって歩くようにするものが多く、そのようなものは平らな場所に置くと、歩くのがうまくない。しかし、このクモの場合、むしろ平らな場所で体を持ち上げて歩くのが普通のようである。歩き方はゆっくりしている。
屋内の薄暗いところ、それも床下や家具の裏などに潜んでいる。そのため、住んでいても気がつかない場合が多く、滅多に目につかない。
卵はごく薄く糸で包んで卵嚢とし、口にくわえて持ち歩く。幼虫が孵化するまで、雌親は餌を取らないとも言われる。絶食には非常に強く、ビンの中で1年近く生き延びた例がある。

### 粘液を吐く
ヤマシログモ科のクモの特徴は、クモ類で唯一口から粘液を吐くことである。神話伝説やアニメ、特撮などに登場するクモ由来のキャラクターには、口から糸を吐くものが多数あるが、現実のクモは腹部末端の糸疣から糸を出す。しかし、この科のクモは口からも粘液を出す能力があり、それを粘糸のかたまりのような形で吹き出すことができる。小さな昆虫のような獲物を見つけると、適当な距離まで近づき、そこから粘液を吹き付ける。糸は投網のように広がって飛び出すため、昆虫は基盤上に張り付けられて身動きが取れなくなる。そこに食いついて捕らえるのである。また、創作上のクモは糸を吹き出すようにする例が多いが、現実のクモは足で引き出すものがほとんどで、吹き出す種はほかにナガイボグモ科があるくらいで、この点でも架空のクモキャラクターそのものである。なお、他のクモを餌として捕らえることもよくあるらしい。
実際にクモの目の前の虫が糸で張り付けにされるのは観察されるが、それだけでは口から粘液を吐いたことの証拠にはならない。しかも、粘液を出す行動はごく一瞬のうちに行われる。1936年に日本で初めてこの行動が観察された当初は、そのような理由で口から出されたとは考えられず、腹部の下から前へ飛ばすと報告された。翌年には糸疣から糸を射出するのは考えられないとの疑問が出て、口から粘液が出ることが確認された。このクモの毒腺は前後に二分され、前が毒腺、後半が糊腺となっており、周囲を発達した筋肉が囲んでいる。
なお、海外ではそれ以前から粘液を吐くことが知られており、Spitting Spider（スピッティング・スパイダー）と呼ばれる。

## 分類
イトグモはかつてこの科に含められていたが、現在では独立させる。
日本にはこの科のものは3種が知られており、前者2種が普通である。ヤマシログモは全身が黒く、やはり家屋に住むが数は少ない。
ヤマシログモ科　Scytodidae
- ヤマシログモ属　Scytodes
  - ユカタヤマシログモ　S. thoracica (Latreille, 1802)
  - クロヤマシログモ　S. fusca Walckenaer, 1837
- ヤマシログモ属　Dictis
  - ヤマシログモ　Dictis striatipes L. Koch, 1872